# ماديلين رينو
ماديلين رينو (بالفرنسية: Madeleine Renaud )‏ (و. 1900 – 1994 م) هي ممثلة مسرحية، وممثلة أفلام فرنسية، ولدت في باريس، توفيت في باريس، عن عمر يناهز 94 عاماً، بسبب مرض.

## مناصب
تولت منصب شريك في المسرح الوطني الفرنسي ‏.

## وصلات خارجية
- ماديلين رينو على موقع IMDb (الإنجليزية)
- ماديلين رينو على موقع الموسوعة البريطانية (الإنجليزية)
- ماديلين رينو على موقع ألو سيني (الفرنسية)
- ماديلين رينو على موقع ميوزك برينز (الإنجليزية)
- ماديلين رينو على موقع أول موفي (الإنجليزية)
- ماديلين رينو على موقع قاعدة بيانات برودواي على الإنترنت (الإنجليزية)
- ماديلين رينو على موقع قاعدة بيانات الأفلام السويدية (السويدية)
- ماديلين رينو على موقع ديسكوغز (الإنجليزية)
- ماديلين رينو على موقع قاعدة بيانات الفيلم (الإنجليزية)
- ماديلين رينو على موقع كينوبويسك (الروسية)